# Дені Коте
Дені́ Коте́ (фр. Denis Côté; нар. 16 листопада 1973, Перт-Андовер, Нью-Брансвік, Канада) — незалежний канадський кінорежисер, сценарист, продюсер і кінокритик.
Експериментальні фільми режисера були показані на найбільших міжнародних кінофестивалях світу.

## Біографія
Дені Коте народився 16 листопада 1973 року в місті Перт-Андовер, графство Вікторія у провінції Нью-Брансвік в Канаді. Вивчав кіномистецтво у франкомовному коледжі Ahuntsic (фр. Collège Ahuntsic) в Монреалі, після чого у 1994 році створив власну кінокомпанію Nihilproductions, щоб присвятити себе кіномистецтву. Близько 10 років Коте працював кінокритиком, писав, переважно, про авторське кіно і за власним зізанням "любив "знищувати" стрічки у своїх оглядах".. У 2005 році він покинув журналістику і зняв свій повнометражний дебютний фільм «Північні штати», який удостоївся «Золотого леопарда» на кінофестивалі в Локарно у конкурсі «Відео». Наступний фільм Коте «Наші приватні життя» також було номіновано на «Золотого леопарда» у Локарно.
Фільм Коте 2008 року «Їй потрібен хаос» знову брав участь у Локарнському кінофестивалі та здобув там «Срібного леопарда» за найкращу режисерську роботу.
У 2009 році зняту на стику документального і ігрового кіно стрічку Дені Коте «Каркас» було відібрано для участі у програмі «Двотижневик режисерів» на 62-му Каннському міжнародному кінофестивалі.
Фільм Дені Коте «Керлінг» (2010) брав участь у конкурсній програмі кінофестивалю в Локарно та приніс режисерові другу поспіль нагороду за найкращу режисуру. У 2011 році стрічку показали на Київському міжнародному кінофестивалі «Молодість» у програмі «French connection». Наступну, документальну роботу Дені Коте «Бестіарій» (2012), показали на «Молодості» 2012 року.
У 2013 році Коте зняв стрічку «Вік і Фло побачили ведмедя», прем'єра якого відбулася на 63-му Берлінському міжнародному кінофестивалі в рамках основної конкурсної програми. Там вона удостоїлася призу Альфреда Бауера як фільм, «що відкриває нові шляхи в кіномистецтві». Фільм також було показано у програмі «French connection» на «Молодості» 2013 року.
У лютому 2016 року на 66-му Берлінському міжнародному кінофестивалі відбулася прем'єра стрічки Дені Коте «Борис без Беатріс», яка брала участь у головній конкурсній програмі та змагалася за головний приз — Золотого ведмедя. На 46-му Київському міжнародному кінофестивалі «Молодість», де Дені Коте очолював журі міжнародного конкурсу, фільм було показано у програмі «French connection».

## Фільмографія
| Рік  |      | Назва українською                                            | Оригінальна назва                            | Режисер | Сценарист | Продюсер |
| ---- | ---- | ------------------------------------------------------------ | -------------------------------------------- | ------- | --------- | -------- |
| 2005 |      | Північні штати                                               | Les états nordiques                          | Так     | Так       | Так      |
| 2007 |      | Наші приватні життя                                          | Nos vies privées                             | Так     | Так       | Так      |
| 2008 |      | Їй потрібен хаос                                             | Elle veut le chaos                           | Так     | Так       | Так      |
| 2009 | док. | Каркас                                                       | Carcasses                                    | Так     | Так       | Так      |
| 2010 |      | Керлінг                                                      | Curling                                      | Так     | Так       | Так      |
| 2010 | к/м  | Ворожі лінії                                                 | Les lignes ennemies                          | Так     | Так       |          |
| 2012 | док. | Бестіарій                                                    | Bestiaire                                    | Так     | Так       |          |
| 2013 |      | Вік і Фло побачили ведмедя                                   | Vic + Flo ont vu un ours                     | Так     | Так       |          |
| 2014 | док. | Ця радість була досконала                                    | Que ta joie demeure                          | Так     | Так       | Так      |
| 2015 |      | Тут, у Лісабоні: Епізоди міського життя (епізод «Екскурсії») | Aqui, em Lisboa: Episódios da Vida da Cidade | Так     |           |          |
| 2016 |      | Борис без Беатріс                                            | Boris sans Béatrice                          | Так     | Так       |          |
| 2017 |      | Гладенька шкіра                                              | Ta peau si lisse                             | Так     | Так       | Так      |
| 2019 |      | Антологія міста-привида                                      | Répertoire des villes disparues              | Так     | Так       |          |

## Визнання
| Нагороди та номінації Дені Коте       | Нагороди та номінації Дені Коте                          | Нагороди та номінації Дені Коте | Нагороди та номінації Дені Коте |
| Рік                                   | Категорія                                                | Фільм                           | Результат                       |
| ------------------------------------- | -------------------------------------------------------- | ------------------------------- | ------------------------------- |
| Міжнародний кінофестиваль у Локарно   |                                                          |                                 |                                 |
| 2005                                  | Золотий леопард — Відеоконкурс                           | Північні штати                  | Перемога                        |
| 2007                                  | Золотий леопард — Програма «Кінематографісти сьогодення» | Наші приватні життя             | Номінація                       |
| 2008                                  | Золотий леопард                                          | Їй потрібен хаос                | Номінація                       |
| 2008                                  | Приз молодіжного журі — Особлива згадка                  | Їй потрібен хаос                | Перемога                        |
| 2008                                  | Срібний леопард за найкращу режисуру                     | Їй потрібен хаос                | Перемога                        |
| 2010                                  | Золотий леопард                                          | Керлінг                         | Номінація                       |
| 2010                                  | Приз за найкращу режисуру                                | Керлінг                         | Перемога                        |
| Берлінський міжнародний кінофестиваль |                                                          |                                 |                                 |
| 2013                                  | Золотий ведмідь                                          | Вік і Фло побачили ведмедя      | Номінація                       |
| 2013                                  | Приз Альфреда Бауера                                     | Вік і Фло побачили ведмедя      | Перемога                        |
| 2016                                  | Золотий ведмідь                                          | Борис без Беатріс               | Номінація                       |
| 2019                                  | Золотий ведмідь                                          | Антологія міста-привида         | Номінація                       |
| Філадельфійський кінофестиваль        |                                                          |                                 |                                 |
| 1900                                  | Найкращий режисер — Похвальний відгук                    | Вік і Фло побачили ведмедя      | Перемога                        |
| Міжнародний кінофестиваль у Чикаго    |                                                          |                                 |                                 |
| 2014                                  | Приз Голос аудиторії                                     | Ця радість була досконала       | Номінація                       |

## Громадська позиція
У липні 2018 підтримав петицію Асоціації французьких кінорежисерів на захист ув'язненого у Росії українського режисера Олега Сенцова